# Air Macau
Air Macau Company Limited (кит.: 澳门航空) — авіакомпанія. Здійснює перевезення за 12 напрямками.

## Історія
Авіакомпанія заснована 13 вересня 1994 року. Станом на 2005 рік в компанії працюють 766 співробітників.
Air Macau належить CNAC (51%), TAP Portugal (20%), місцевої туристичної компанії STDM (14%), EVA Air (5%), уряду Макао (5%), Air China (5%) і різним інвесторам (5%).

## Флот

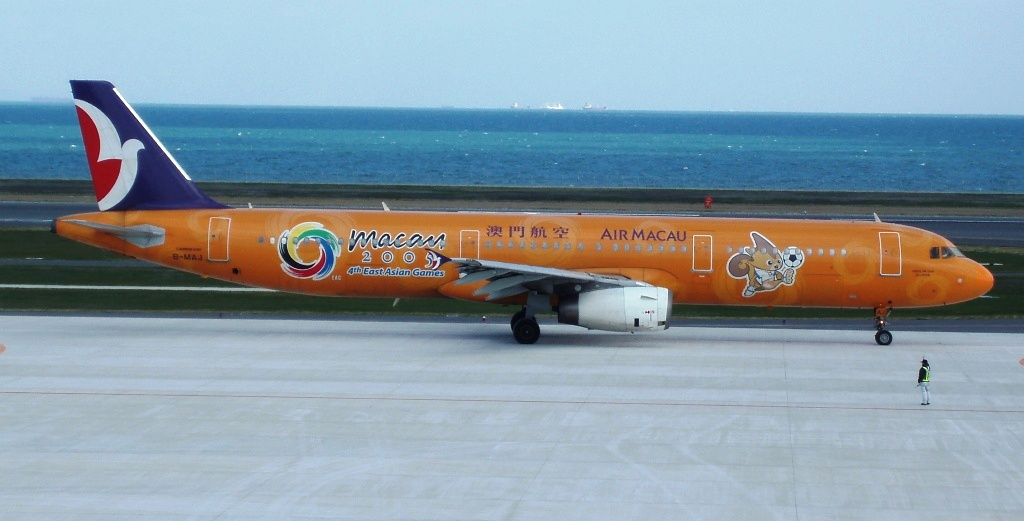
Airbus A321